# Храм Святого Великомученика Дмитрія Солунського (Луцьк)
Церква Святого Великомученика Дмитрія Солунського — чинна парафіяльна церква у місті Луцьку. Парафія належить до  Рівненсько-Волинської єпархії Православної Церкви України.

## Історія
У квітні 2007 року було виділено земельну ділянку для будівництва церкви. 
29 квітня 2007 року архієпископ Макарій (Малетич) освятив Хрест на місці для будівництва святині. 
11 серпня 2007 року освячена тимчасова капличка.
У 2011 році було розпочато будівництво нового храму за проектом архітектора Ігоря Возняка. Був виритий котлован, а 10 липня було закладено капсулу та наріжний камінь нової церкви. У цьому ж році був залитий фундамент. 
10 вересня 2018 року був освячений, а 13 вересня 2018 року встановлений накупольний хрест.
Храм будувався за добровільні пожертви парафіян.
29 квітня 2023 року було освячено новозбудований храм. Велике освячення храму звершили - Високопреосвященнійший митрополит Львівський Макарій (Малетич) та керуючий  Рівненсько-Волинською єпархією Преосвященнійший єпископ Рівненський і Сарненський Гавриїл (Кризина) у співслужінні з духовенством  Рівненсько-Волинської, Волинської та Рівненської єпархій ПЦУ. 
Владика Макарій поклав у престол храму часточку мощей святого мученика 4 століття.
До 15 грудня 2018 року парафія належала до Української автокефальної православної церкви. Після Об'єднавчого собору українських православних церков належить до  Рівненсько-Волинської єпархії Православної Церкви України.

## Святині
У храмі зберігається ковчег з часточками мощей святих угодників Божих: святителя Луки Кримського, святого чудотворця Спиридона Тримифунтського, святого священномученика Макарія, митрополита Київського і всієї Русі.

## Настоятель
Митрофорний протоієрей Олександр Королюк.